# Stirling (concejo)
Stirling (en escocés: Stirling y en gaélico escocés: Sruighlea) es un concejo de Escocia (Reino Unido). En 2011, su población era de 90 247 habitantes.
Fue creado en 1994, y cubre la mayor parte de los antiguos Perthshire y Stirling. El centro administrativo de esta zona es la ciudad de Stirling.
Limita con los concejos de Clackmannanshire al este, Falkirk al sureste, Perth and Kinross al norte y noreste, Argyll and Bute al norte y noroeste, East Dunbartonshire al suroeste y West Dunbartonshire al suroeste.
La mayoría de población se encuentra en el sureste de la zona, en las ciudades de Stirling, Dunblane, Bannockburn, Bridge of Allan y en las tres antiguas comunidades de carbón: Cowie, Fallin y Plean. A estos últimos se les conoce como «Los pueblos del este». El resto, un 30%, se encuentra en zonas rurales del norte.
En esta región se encuentra parte del lago Loch Lomond, uno de los más grandes de las islas británicas.

## Localidades con población (año 2016)
- Aberfoyle 830
- Balfron 2,100
- Bannockburn 6,840
- Bridge of Allan 5,380
- Buchlyvie 560
- Callander 3,160
- Cowie 2,700
- Doune 2,150
- Drymen 850
- Dunblane 9,410
- Fallin 2,880
- Gargunnock 740
- Killearn 1,690
- Killin 770
- Kippen 1,080
- Plean 1,980
- Stirling 37,610
- Strathblane 1,990
- Thornhill 530[4]